# Saison NBA 1954-1955
Navigation
Saison 1953-1954 Saison 1955-1956
La saison NBA 1954-1955 est la 6e saison de la NBA (9e en comptant les trois saisons de BAA). Elle se termine sur la victoire des Syracuse Nationals face aux Fort Wayne Pistons 4 matches à 3.

## Faits notables
- La NBA décide de prendre des mesures afin d'accélérer le jeu qui est de moins en moins rythmé en établissant la règle des 24 secondes. Cette règle revitalise le jeu, faisant de la NBA une ligue fort portée sur l'offensive.
- Les Baltimore Bullets sont dissous après 14 matches. C'est la dernière franchise NBA à disparaître.
- Le NBA All Star Game est joué à New York. L'Est bat l'Ouest 100-91, emmené par le Most Valuable Player  de la rencontre, Bill Sharman des Celtics de Boston.
- NBC commence à retransmettre les matches NBA. Cette collaboration durera jusqu'à la saison 1962-1963, quand ABC reprendra le flambeau. NBC reprendra possessions des droits en 1990.
- Neil Johnston égale le record de George Mikan de trois titres consécutifs de meilleur marqueur NBA.

## Classement final
| Champion de division | Qualifié pour les playoffs | Éliminé des playoffs |

| Division Est             | V  | D  | PCT  | GB |
| ------------------------ | -- | -- | ---- | -- |
| Nationals de Syracuse    | 43 | 29 | .597 | -  |
| Knicks de New York       | 38 | 34 | .528 | 5  |
| Celtics de Boston        | 36 | 36 | .500 | 7  |
| Warriors de Philadelphie | 33 | 39 | .458 | 10 |
| Bullets de Baltimore     | 3  | 11 | .214 | 11 |

| Division Ouest        | V  | D  | PCT  | GB |
| --------------------- | -- | -- | ---- | -- |
| Pistons de Fort Wayne | 43 | 29 | .597 | -  |
| Lakers de Minneapolis | 40 | 32 | .556 | 3  |
| Royals de Rochester   | 29 | 43 | .403 | 14 |
| Hawks de Milwaukee    | 26 | 46 | .361 | 17 |

Les Bullets de Baltimore font faillite le 27 novembre 1954 en cours de saison. Les statistiques des Bullets pour la saison 1954-1955 ne sont pas alors pris en compte par la NBA.

## Leaders de la saison régulière
| Catégorie            | Joueur        | Franchise                | Stat |
| -------------------- | ------------- | ------------------------ | ---- |
| Points par match     | Neil Johnston | Warriors de Philadelphie | 22.7 |
| Rebonds par match    | Neil Johnston | Warriors de Philadelphie | 15.1 |
| Assists par match    | Bob Cousy     | Celtics de Boston        | 7.9  |
| % à 2 points         | Larry Foust   | Fort Wayne Pistons       | 48.7 |
| % aux lancers francs | Bill Sharman  | Celtics de Boston        | 89.7 |

## Play-offs
|  | Demi-finales de Division | Demi-finales de Division | Demi-finales de Division |                       |   | Finales de Division | Finales de Division | Finales de Division |  |  | Finales NBA | Finales NBA           | Finales NBA |
|  |                          |                          |                          |                       |   |                     |                     |                     |  |  |             |                       |             |
|  |                          |                          |                          |                       |   |                     |                     |                     |  |  |             |                       |             |
|  |                          | 1                        | Nationals de Syracuse    | 3                     |   |                     |                     |                     |  |  |             |                       |             |
|  | Division Est             | 1                        | Nationals de Syracuse    | 3                     |   |                     |                     |                     |  |  |             |                       |             |
|  |                          |                          | 3                        | Celtics de Boston     | 1 |                     |                     |                     |  |  |             |                       |             |
|  | 3                        | Celtics de Boston        | 3                        | Celtics de Boston     | 1 | 2                   |                     |                     |  |  |             |                       |             |
|  | 3                        | Celtics de Boston        |                          |                       |   | 2                   |                     |                     |  |  |             |                       |             |
|  | 2                        | Knicks de New York       | 1                        |                       |   |                     |                     |                     |  |  |             |                       |             |
|  |                          |                          |                          |                       |   |                     |                     |                     |  |  | E1          | Nationals de Syracuse | 4           |
|  |                          |                          | O1                       | Pistons de Fort Wayne | 3 |                     |                     |                     |  |  |             |                       |             |
|  |                          |                          |                          |                       |   |                     |                     |                     |  |  |             |                       |             |
|  |                          |                          |                          |                       |   |                     |                     |                     |  |  |             |                       |             |
|  |                          | 1                        | Pistons de Fort Wayne    | 3                     |   |                     |                     |                     |  |  |             |                       |             |
|  | Division Ouest           | 1                        | Pistons de Fort Wayne    | 3                     |   |                     |                     |                     |  |  |             |                       |             |
|  |                          |                          | 2                        | Lakers de Minneapolis | 1 |                     |                     |                     |  |  |             |                       |             |
|  | 2                        | Lakers de Minneapolis    | 2                        | Lakers de Minneapolis | 1 | 2                   |                     |                     |  |  |             |                       |             |
|  | 2                        | Lakers de Minneapolis    |                          |                       |   | 2                   |                     |                     |  |  |             |                       |             |
|  | 3                        | Royals de Rochester      | 1                        |                       |   |                     |                     |                     |  |  |             |                       |             |

### Demi-finales de Division

#### Eastern Division
- Celtics de Boston - Knicks de New York 2-1

#### Western Division
- Minneapolis Lakers - Rochester Royals 2-1

### Finales de Division

#### Eastern Division
- Syracuse Nationals - Celtics de Boston 3-1

#### Western Division
- Fort Wayne Pistons - Minneapolis Lakers 3-1

### Finales NBA
- Syracuse Nationals - Fort Wayne Pistons 4-3

## Récompenses individuelles
- NBA Rookie of the Year : Bob Pettit, Milwaukee Hawks

- All NBA First Team :
  - Neil Johnston, Warriors de Philadelphie
  - Dolph Schayes, Syracuse Nationals
  - Bob Cousy, Celtics de Boston
  - Bob Pettit, Milwaukee Hawks
  - Larry Foust, Fort Wayne Pistons

- All-NBA Second Team :
  - Vern Mikkelsen, Minneapolis Lakers
  - Bill Sharman, Celtics de Boston
  - Paul Seymour, Syracuse Nationals
  - Slater Martin, Minneapolis Lakers
  - Harry Gallatin, Knicks de New York